# Мы — это наш мозг. От матки до Альцгеймера
«Мы — э́то наш мозг. От ма́тки до Альцге́ймера» — научно-популярная книга Дика Свааба, нидерландского нейробиолога, специализирующегося в области исследований головного мозга, одного из создателей Нидерландского института головного мозга при Нидерландской королевской академии наук. Автор, рассматривая жизнь от зарождения до смерти, приводит к выводу, что не человек обладает своим мозгом, а напротив, мозг и есть человек. Причём все действия и поведение настолько полностью определены имеющимся мозгом, что в этом смысле свободная воля — лишь приятная иллюзия.

## Общие сведения
Впервые книга вышла в свет 17 ноября 2010 в Нидерландах. По итогам 2011 года она стала бестселлером, заняв четвёртое место в десятке наиболее продававшихся, и, как следствие, неоднократно переиздавалась, в том числе и на различных языках за пределами Нидерландов.
Первое издание книги на русском языке появилось в ноябре 2013 года.

## Презентации и обсуждения книги в России
Одной из первых публикаций, рассказывающей о книге Д. Свааба, стало его интервью в октябрьском номере (2013 г.) еженедельника Ъ-Weekend.
С участием автора первое обсуждение и презентация книги прошли 28 ноября 2013 года в Москве, в образовательном пространстве DI Telegraph. Аналогичное мероприятие состоялось на следующий день, 29 ноября 2013 года, в рамках 15 Международной ярмарки интеллектуальной литературы Non/fiction.
В момент выхода книги в свет городское интернет-издание The Village отнесло её к наиболее важным изданиям недели.

## Оглавление книги
| - Предисловие Вопросы о мозге к предполагаемому специалисту - I Введение 1. Мы — это наш мозг 2. Метафоры мозга - II Развитие, рождение и родительская забота 1. Тончайшая сыгранность матери и ребёнка при родах 2. Осложнение при родах как первый симптом нарушения развития мозга 3. Материнское поведение 4. Отцовское поведение 5. Значение стимулирующего поведения на раннем этапе развития мозга 6. Воспоминания из матки - III Уязвимый мозг плода в «безопасной» матке 1. Нарушения развития плода под влиянием внешней среды 2. Нарушения развития плода из-за вызывающих зависимость веществ и лекарств Алкоголь Курение Менее специфические эффекты Дилемма Механизмы Выводы 3. Краткосрочные стратегии нерождённого ребёнка 4. Ощущает ли плод боль? 5. Отпилить себе ногу: нарушение целостности восприятия собственного тела (body integrity identity disorder) — диковинное нарушение развития - IV Сексуальная дифференциация мозга в матке 1. Типичные мальчик или девочка? 2. Половые различия в поведении 3. Гетеро-, гомо- и бисексуальность 4. Гомосексуальность: выбора нет 5. Гомосексуальность в животном мире 6. Транссексуальность 7. Педофилия 8. Реакция в обществе на мои исследования сексуальной дифференциации мозга 9. Папа Римский: М/Ж? Постой, нужно проверить! - V Половое созревание, влюблённость и сексуальность 1. Голова подростка 2. Подростковое поведение 3. Влюблённый мозг 4. Болезни мозга и сексуальность Оргазм виден в мозге. Уже ничего святого? Сексуальность и гормоны Нейропсихические нарушения и сексуальность Поперечный паралич Эпилепсия - VI Гипоталамус: выживание, гормоны и эмоции 1. Выработка гормонов гипоталамусом и потоки мочи 2. Выживание без гипоталамуса 3. Депрессия Причины Различные виды депрессии Области и системы мозга, затронутые при депрессии Методы лечения 4. Синдром Прадера-Вилли 5. Ожирение 6. Кластерная головная боль 7. Нарколепсия: слабость от смеха 8. Приступы смеха вне всяких эмоций 9. Нервная анорексия — болезнь мозга - VII Вещества вызывающие зависимость 1. Каннабис и психозы 2. Экстази: повреждение мозга после получения удовольствия 3. Злоупотребление наркотиками у политиков - VIII Мозг и сознание 1. Неглект (игнорирование): жизнь наполовину 2. Кома и смежные состояния Вегетативное состояние Синдром изоляции Смерть мозга Трансплантация 3. Ключевые для нашего сознания структуры мозга 4. Значения для нашего сознания функциональных связей между мозговыми структурами 5. Введение в заблуждение и потеря самосознания 6. Восполнение отсутствующей информации 7. Взгляды на механизмы сознания - IX Агрессия 1. Агрессивный из матки 2. Молод и агрессивен 3. Агрессия, болезни мозга и тюрьма 4. Преступление и наказание 5. Жестокий во сне - X Аутизм 1. Дэниел Тэммет, аутист-савант 2. Аутизм, нарушение развития 3. Саванты 4. Мозг савантов - XI Шизофрения и другие причины галлюцинаций 1. Шизофрения, болезнь всех времён и культур 2. Шизофрения, симптомы 3. Шизофрения, нарушение развития мозга 4. Галлюцинации из-за недостатка стимулов 5. Прочие галлюцинации Делирий Голоса Обонятельные галлюцинации - XII Репарация и электрическая стимуляция 1. Старческая слепота: дегенерация сетчатки 2. Серендипити (нечаянная находка): счастье в несчастье 3. Глубинная стимуляция мозга 4. Стимуляция мозга и счастье | 5. Мозговые протезы 6. Трансплантация зародышевой мозговой ткани 7. Генная терапия 8. Спонтанное восстановление повреждений мозга - XIII Мозг и спорт 1. Нейропорнография: бокс 2. Олимпийские игры и вопросы определения пола 3. Fitrace за смертью - XIV Моральное поведение 1. Префронтальная кора: инициативность, планирование, речь, личность и моральное поведение 2. Моральное поведение: человеческое в животном 3. Бессознательное моральное поведение 4. Моральные нейронные сети 5. Чему нас учит природа для более совершенного устройства общества - XV Память 1. Исследования Кэнделом природы памяти и коллективная утрата памяти у австрийцев 2. Анатомия нашей памяти 3. Путь к долговременной памяти 4. Раздельное хранение в памяти 5. Имплицитная память в мозжечке - XVI Нейротеология: мозг и религия 1. Почему столько людей религиозны? 2. Эволюционное преимущество религии 3. Религиозный мозг 4. Лучший мир без религии? 5. Нечистые мидии и нечистые женщины 6. Молиться за других: плацебо для самого себя 7. Бредовые идеи религиозного содержания 8. Височная эпилепсия: послания Богу 9. Реакция в обществе на моё видение религии - XVII Больше ничего нет меж небом и землёй… 1. Душа — и Дух 2. Сердце и Душа 3. Псевдонаучные объяснения околосмертного состояния Четыре Нобелевские премии в мусорную корзину Возникновение околосмертного состояния Безответственное запугивание 4. Действенные плацебо 5. Традиционное китайское искусство врачевания: иногда нечто большее чем плацебо 6. Траволечение - XVIII Свободная воля — приятная иллюзия 1. Свободная воля и принятие решений 2. Мозг как бессознательный гигантский компьютер 3. Бессознательная воля 4. Чем не является свободная воля 5. Свободная воля и болезни мозга - XIX Болезнь Альцгеймера 1. Старение мозга, болезнь Альцгеймера и прочие формы деменции Разнообразные формы деменции Одна из причин болезни Альцгеймера? 2. Разрушение шаг за шагом при болезни Альцгеймера 3. «Use it or lose it»: реактивация нейронов при болезни Альцгеймера Активация и болезнь Альцгеймера Стимуляция биологических часов с помощью света Текущие исследования 4. Боль при деменции 5. Болезнь Альцгеймера и выбор момента добровольного ухода из жизни - XX Смерть 1. Магия жизни и смерти 2. Д-р Дейман и Чёрный Ян 3. Курс деадаптации: будничность смерти 4. Нидерландский банк мозга 5. Травы для долгой жизни после смерти - XXI Эволюция 1. Переговоры и увеличение мозга 2. Эволюция мозга 3. Молекулярная эволюция 4. Почему именно за неделю? - XXII Заключение Врождённое — и наследственное Функциональная тератология Сексуальная дифференциация мозга Мозг плода и появление на свет Значение благоприятного постнатального развития Нерентабельные: твоя вина, заплатишь сполна? Мозг и правосудие Уход из жизни Новейшие достижения - XXIII Благодарность - XXIV Предметный указатель |

## Краткое содержание
В книге показано, что мозг — от первых проблесков сознания и до его ухода из жизни — полностью определяет сущность человека как биологического существа и личности. Это касается всех интеллектуальных взлётов и деградаций, изменений психики при шизофрении и трансформации пола при гомосексуализме, также как бредовых галлюцинаций при наркозависимости, экстазе религиозных переживаний в молитве и даже представлений о свободе воли.
Кроме того, в книге рассказано, как условия развития плода влияют на жизненные перспективы растущего человека, о возникновении эмбриональных воспоминаний (как у Сальвадора Дали или Льва Толстого), о картах активности мозга человека, различающихся на этапах ранней и поздней влюблённости, о проблемах пересадки сердца и сохранения при этом душевной привязанности, об особенностях предсмертных состояний.
В своей книге Д. Свааб объясняет также, почему нет никакого смысла верить в Бога, заниматься спортом и принимать наркотики. Главное — беречь и тренировать мозг. Дик Свааб рекомендует не обольщаться даже относительно смысла бытия : «Жизнь случайно возникла и эволюционировала и не имеет никакой цели». На его взгляд продолжительность и качество жизни определяется лишь двумя факторами: обменом веществ и развитием головного мозга.

## Некоторые из затронутых в книге проблем

### Связь осложнений при родах с нарушениями развития мозга ребёнка
На тяжёлые роды часто несправедливо возлагают вину за последующие нарушения функционирования мозга, например задержку развития или повышение мышечного тонуса. На самом деле связь прямо противоположная. Тяжёлые роды, преждевременные или запоздалые — это следствие проблем развития мозга плода в матке. Недоразвитость мозга плода приводит к нарушению координации действий организма матери и плода, что и является истинной причиной родовых проблем:39-41.

### Воздействие культурного окружения на строение систем мозга
Культурное окружение первых лет жизни формирует, какие именно части мозга используются взрослым человеком для решения интеллектуальных задач. Например, в зависимости от того, является ваш родной язык японским или европейским, гласные звуки обрабатываются в левом или правом полушариях, вне связи с вашей генетикой. Или, ещё, если взрослый человек учит второй язык, то за него отвечает отдельный субареал в лобной доле коры головного мозга. Но если ребёнок с самого начала растёт как двуязычный, оба языка используют одни и те же функциональные области.
Более того, культурная среда, вне генетики, прививает даже то, как человек, окинув взглядом, схватывает образ и его окружение. Например, японцы и жители Новой Гвинеи плохо отличают выраженный на лице страх от удивления. Китайцы, в отличие от американцев, обращают внимание не только на наиболее важный предмет, но и на его взаимосвязь с непосредственным окружением. Кроме того, европейцы при математических подсчётах кроме нижней части теменной доли коры мозга используют для обработки чисел речевые системы, а китайцы или японцы в большей степени задействуют визуально-моторные. Это объясняется тем, что их дети растут изучая иероглифы:59-60.

### Влияние стимулирующего воздействия на нарушения развития мозга
Активно стимулирующее воздействие окружения способствует исправлению нарушений развития мозга. Дети, на ранней стадии отставания в развитии, например из-за недоедания или недостаточного внимания со стороны взрослых, могут проявить резкое улучшение, если их поместить в более стимулирующее окружение. Даже дети с синдромом Дауна достигают хороших результатов при интенсивном стимулировании со стороны окружения. Умственное отставание не должно быть поводом для изоляции. Наоборот, необходимо уделять повышенное внимание таким людям, усиливая интенсивность их общения с внешним миром:61.

### Об эмбриональной памяти
Проведённые исследования установили существование эмбриональной памяти на звук, механические колебания, вкус и запах. Эмбриональные воспоминания не содержат деталей и сохраняются, как сейчас считается, не слишком долго. Тем не менее, видимо, повреждения в развитии мозга плода возникают не только из-за курения, алкоголя, приёма лекарств и наркотиков, но и даже из-за просмотра плохих телевизионных программ вроде мыльных опер. Беременным женщинам следовало бы иногда брать в руки хорошие книги и читать вслух своему будущему ребёнку. Тем более что мысль не нова и в виде пренатальных стимулирующих программ сформулирована ещё в Талмуде:65.

### Влияние вредных веществ на развитие мозга плода
Такие вещества, как табак, алкоголь, наркотики, вредные вещества из среды обитания, лекарственные препараты, могут приводить к необратимым нарушениям в развитии мозга. Их называют функциональной или поведенческой тератологией. Выявление такого воздействия крайне затруднительно из-за большого временного интервала до момента проявления его результата. Тем более что результаты воздействия, вроде плохой обучаемости или нарушений сна, недостаточно специфичны, чтобы наверняка их связывать с конкретным отравлением организма матери во время беременности. Кроме того, одно и то же вещество вызывает разные симптомы при воздействии на разных стадиях развития плода. Тем не менее однозначно негативное влияние подобных веществ считается установленным:70-78.

## Критика произведения
Критические высказывая относительно книги Д. Свааба касаются ряда аспектов. Одним из них, например, является мнение, что утверждение «Мы — это наш мозг» носит философский характер. То есть относится к дисциплине, в которой автор не является специалистом и поэтому недостаточно авторитетен. Альва Но́е, профессор философии Калифорнийского университета в Беркли, автор книги «Мы — это не наш мозг?» (гол. We zijn toch geen brein?), полагает, что Дик Свааб принижает наше сознание и жизненный опыт до ощущений, что является значительной ошибкой, так как деятельность мозга и сознание, по его мнению, нельзя объяснить лишь функционированием нервной системы.